# Heřmanov (ort i Tjeckien, Vysočina)
Heřmanov är en by och kommun i Tjeckien. Den ligger i regionen Vysočina, i den östra delen av landet, 150 km sydost om huvudstaden Prag. Heřmanov ligger 591 meter över havet och antalet invånare är 214.